# کومو اروزمانی
کومو اروزمانی (به لاتین: Kvemo Orozmani) یک روستا در گرجستان است که در شهرداری دمانیسی واقع شده‌است. کومو اروزمانی ۳۶۱ نفر جمعیت دارد و ۱٬۲۵۰ متر بالاتر از سطح دریا واقع شده‌است.